# 83 Aquarii
83 Aquarii, som är stjärnans Flamsteed-beteckning, är en dubbelstjärna belägen i den mellersta delen av stjärnbilden Vattumannen och har även Bayer-beteckningen h Aquarii. Den har en kombinerad skenbar magnitud på 5,43 och är svagt synlig för blotta ögat där ljusföroreningar ej förekommer. Baserat på parallaxmätning inom Hipparcosuppdraget på ca 15,6 mas, beräknas den befinna sig på ett avstånd på ca 209 ljusår (ca 64 parsek) från solen. Den rör sig närmare solen med en heliocentrisk radialhastighet på ca –13 km/s.

## Egenskaper
Primärstjärnan 83 Aquarii A är en gul till vit stjärna i huvudserien av spektralklass F2 Vn, Den har en radie som är ca 3,2 gånger större än solens och utsänder från dess fotosfär ca 23 gånger mera energi än solen vid en effektiv temperatur av ca 7 200 K.
Följeslagaren 83 Aquarii A är en gul till vit stjärna i huvudserien av spektralklass F2 V med en skenbar magnitud av 6,34. Stjärnorna kretsar kring varandra med en period på 21,84 år med en excentricitet av 0,388.